# Kumul
Kumul (Qumul) o Hami (uiguro: قۇمۇل, Qumul, K̡umul, cinese:哈密, Hāmì) è un'oasi della prefettura di Hami, Xinjiang (Cina). È anche il nome di una moderna città e del distretto in cui si trova. È famosa in Cina per essere il luogo di produzione dei meloni Hami.

## Geografia e clima
Come Turfan, Qumul è una depressione situata 200 metri sotto il livello del mare, e le temperature sono estreme, andando dai 43 °C estivi ai -32 °C invernali.

## Nomi

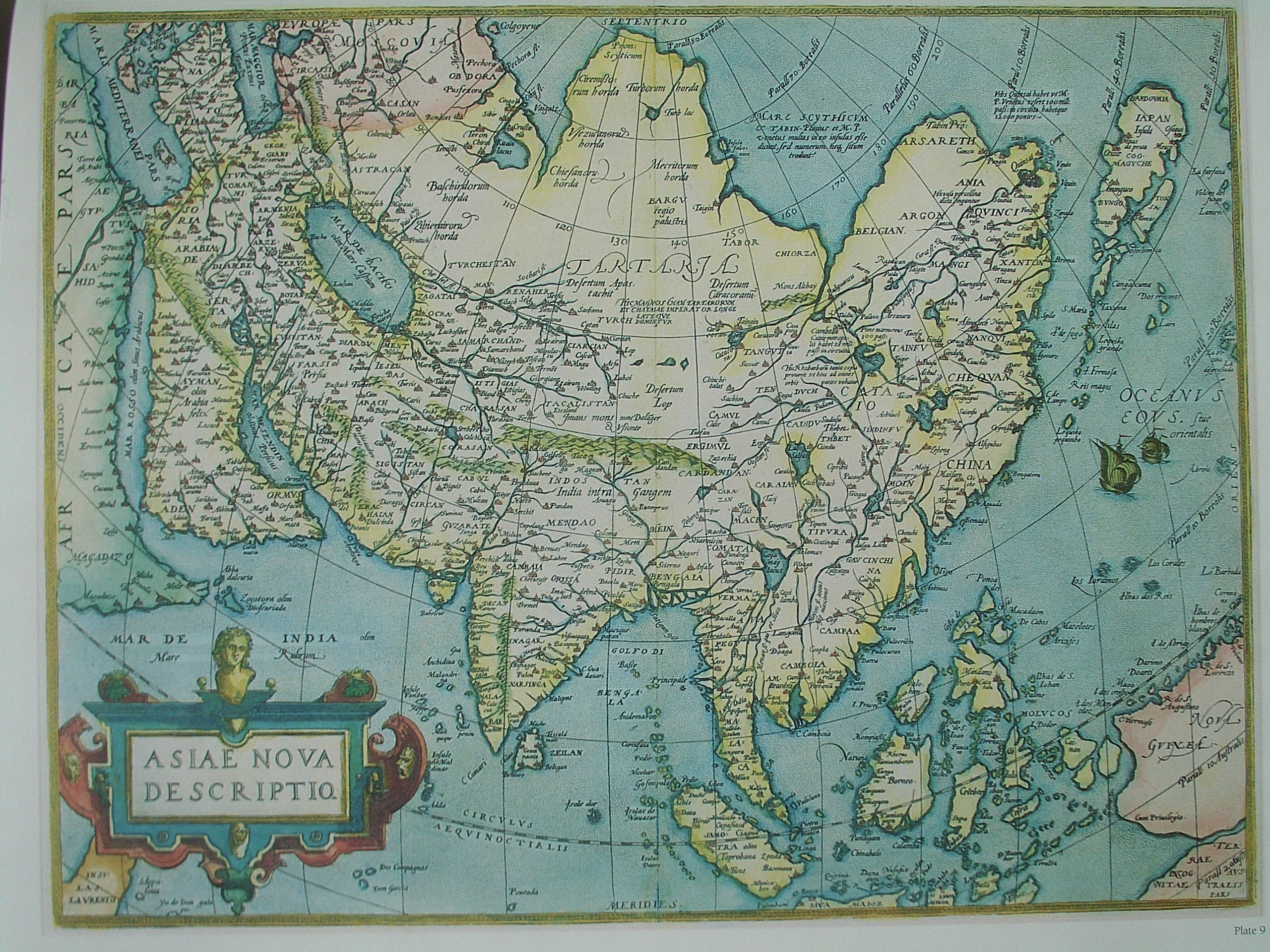
"Camul" (Kumul) mostrata a metà strada tra "Samarchand" e "Cataio", su una mappa del 1570 disegnata da Abraham Ortelius

La città è nota in uiguro come Qumul o Qomul (Yengi Yezik̡: K̡umul, K̡omul). Il nome "Camul" appare nelle mappe europee già nel XVI secolo, e Matteo Ricci nel suo racconto del gesuita portoghese Bento de Góis visitò la città nel 1605 chiamandola allo stesso modo.
Anche Marco Polo ne "il Milione" racconta di questa città dove la popolazione aveva l'usanza di accogliere i forestieri in modo particolare: "E se alcuno forestiere vi va ad albergare, egli sono troppo allegri e comandono alle loro mogli che gli servano in tutto loro bisogno; e 'l marito si parte di casa e va a stare altrove due dì o tre. E 'l forestiere rimane colla moglie e fa con lei quello che vuole, come fosse sua moglie, e istanno in grandi sollazzi: e tutti quelli di quella provincia sono bozzi delle loro moglie, ma non 'l se tengono a vergogna."  (XLVII di Camul, il Milione, Marco Polo) 
Uno dei più antichi nomi cinesi è Kūnmò 昆莫; nei documenti della dinastia Han la si chiama Yīwú 伊吾 o Yīwúlú 伊吾卢, in quelli della dinastia Tang Yīzhōu 伊州; per la dinastia Yuan il nome mongolo, Qamil, fu trascritto in cinese come Hāmìlì 哈密力, ed infine per i Ming Qumul era chiamata Hāmì 哈密.

## Suddivisioni amministrative
- Distretto di Yizhou
- Contea di Yiwu
- Contea di Barkol

## Popolazione
Nel 2002 Qumul aveva una popolazione di 519 700 abitanti, il 68,4% erano Han ed il 31,6% minoranze etniche, soprattutto Uiguri, Kazaki e Hui.